# Gertrud David
Gertrud David (ur. w 1872, zm. w 1936) – niemiecka dziennikarka, emancypantka, działaczka spółdzielcza, scenarzystka, reżyserka i producentka filmowa.
Najstarsza córka lipskiego fabrykanta Philipa Swiderskiego. W 1896 roku wyszła za mąż za prawicowego socjaldemokratę Eduarda Davida (współpracownika E. Bernsteina). W 1896  założyła Stowarzyszenie Spółdzielni Socjalnych (Verein für soziales Genossenschaftswesen) w Berlinie, w 1899 wraz z mężem przyczyniła się do utworzenia Mainzer Spar- Konsum- und Produktionsgenossenschaft w Moguncji. Publikowała artykuły na temat emancypacji kobiet (od 1896) oraz spółdzielczości konsumentów (od 1899). W latach 1900–1917 była redaktorem działu spółdzielczości w miesięczniku "Sozialistischen Monatsheften". Od 1905 mieszkała w Berlinie, od 1908 w separacji z mężem, rozwiodła się w 1911. W czasie I wojny światowej zajęła się pisaniem scenariuszy do filmów o tematyce społecznej. W 1924 założyła w Berlinie wytwórnię filmową Gervid Film GmbH (nazwa złożona z sylab jej imienia i nazwiska), w której jako producent, reżyser i scenarzysta zajmowała się tworzeniem filmów dokumentalnych i reklamowych (m.in. dla Niemieckiego Czerwonego Krzyża oraz dla ruchu spółdzielczego).